# 1125
Il 1125 (MCXXV in numeri romani) è un anno  del XII secolo.

## Eventi
- 11 giugno: Battaglia di Azaz - Le forze degli Stati crociati comandate dal re Baldovino II di Gerusalemme sconfissero l'esercito dei Turchi Selgiuchidi guidato da Aq Sunqur al-Bursuqi.
- 11 ottobre: un forte terremoto scuote Benevento, ove si verificano anche alcuni crolli; le numerose scosse, avvertite in una vasta area, si protraggono per quindici giorni.[1]

## Nati
- 17 ottobre - Lu You, poeta cinese († 1210)
- Bertoldo IV di Zähringen, nobile tedesco († 1186)
- Elia D'Altavilla, nobile italiano († 1206)
- Escaronha, trobairitz francese
- Azzo V d'Este, nobile italiano († 1193)
- 'Imad al-Din al-Isfahani, storico persiano († 1201)
- Ottone II di Meißen, nobile tedesco († 1190)
- Petronilla d'Aquitania, contessa
- Sweyn III di Danimarca, re danese († 1157)
- Corrado di Wittelsbach, cardinale e arcivescovo cattolico tedesco († 1200)
- Giovanni de Surdis Cacciafronte, vescovo cattolico italiano († 1184)
- Øystein II di Norvegia, re norvegese († 1157)
- Mafalda di Savoia, regina († 1158)

## Morti
- 24 gennaio - Davide IV di Georgia, re georgiano (n. 1073)
- 12 aprile - Vladislao I di Boemia, sovrano boemo
- 19 maggio - Vladimir II di Kiev, sovrano (n. 1053)
- 23 maggio - Enrico V di Franconia, re (n. 1081)
- 26 giugno - Federico IV di Goseck, nobile tedesco (n. 1085)
- 27 agosto - Guido Grimoldi, vescovo cattolico italiano
- 14 settembre - Costanza di Francia
- 3 dicembre - Berengario II di Sulzbach, nobile tedesco
- 28 dicembre - Ponzio di Melgueil, abate e cardinale francese (n. 1075)
- 29 dicembre - Agnese I di Quedlinburg, badessa tedesca
- Guglielmo II di Borgogna, conte
- Ingold II di Svezia, re svedese
- Cosma Praghese, scrittore, presbitero e storico ceco (n. 1045)
- Ruggero I Sanseverino, nobile e religioso italiano (n. 1065)
- Sofia d'Ungheria, nobile ungherese
- Bosone I di Challant, nobile italiano
- Roberto di Mowbray, nobile normanno

## Calendario
| Calendario 1125 | Calendario 1125 | Calendario 1125 | Calendario 1125 | Calendario 1125 | Calendario 1125 | Calendario 1125 | Calendario 1125 | Calendario 1125 | Calendario 1125 | Calendario 1125 | Calendario 1125 | Calendario 1125 | Calendario 1125 | Calendario 1125 | Calendario 1125 | Calendario 1125 | Calendario 1125 | Calendario 1125 | Calendario 1125 | Calendario 1125 | Calendario 1125 | Calendario 1125 | Calendario 1125 | Calendario 1125 | Calendario 1125 | Calendario 1125 | Calendario 1125 | Calendario 1125 | Calendario 1125 | Calendario 1125 | Calendario 1125 | Calendario 1125 |
| --------------- | --------------- | --------------- | --------------- | --------------- | --------------- | --------------- | --------------- | --------------- | --------------- | --------------- | --------------- | --------------- | --------------- | --------------- | --------------- | --------------- | --------------- | --------------- | --------------- | --------------- | --------------- | --------------- | --------------- | --------------- | --------------- | --------------- | --------------- | --------------- | --------------- | --------------- | --------------- | --------------- |
|                 | 1               | 2               | 3               | 4               | 5               | 6               | 7               | 8               | 9               | 10              | 11              | 12              | 13              | 14              | 15              | 16              | 17              | 18              | 19              | 20              | 21              | 22              | 23              | 24              | 25              | 26              | 27              | 28              | 29              | 30              | 31              |                 |
| Gennaio         | Gi              | Ve              | Sa              | Do              | Lu              | Ma              | Me              | Gi              | Ve              | Sa              | Do              | Lu              | Ma              | Me              | Gi              | Ve              | Sa              | Do              | Lu              | Ma              | Me              | Gi              | Ve              | Sa              | Do              | Lu              | Ma              | Me              | Gi              | Ve              | Sa              |                 |
| Febbraio        | Do              | Lu              | Ma              | Me              | Gi              | Ve              | Sa              | Do              | Lu              | Ma              | Me              | Gi              | Ve              | Sa              | Do              | Lu              | Ma              | Me              | Gi              | Ve              | Sa              | Do              | Lu              | Ma              | Me              | Gi              | Ve              | Sa              |                 |                 |                 |                 |
| Marzo           | Do              | Lu              | Ma              | Me              | Gi              | Ve              | Sa              | Do              | Lu              | Ma              | Me              | Gi              | Ve              | Sa              | Do              | Lu              | Ma              | Me              | Gi              | Ve              | Sa              | Do              | Lu              | Ma              | Me              | Gi              | Ve              | Sa              | Do              | Lu              | Ma              |                 |
| Aprile          | Me              | Gi              | Ve              | Sa              | Do              | Lu              | Ma              | Me              | Gi              | Ve              | Sa              | Do              | Lu              | Ma              | Me              | Gi              | Ve              | Sa              | Do              | Lu              | Ma              | Me              | Gi              | Ve              | Sa              | Do              | Lu              | Ma              | Me              | Gi              |                 |                 |
| Maggio          | Ve              | Sa              | Do              | Lu              | Ma              | Me              | Gi              | Ve              | Sa              | Do              | Lu              | Ma              | Me              | Gi              | Ve              | Sa              | Do              | Lu              | Ma              | Me              | Gi              | Ve              | Sa              | Do              | Lu              | Ma              | Me              | Gi              | Ve              | Sa              | Do              |                 |
| Giugno          | Lu              | Ma              | Me              | Gi              | Ve              | Sa              | Do              | Lu              | Ma              | Me              | Gi              | Ve              | Sa              | Do              | Lu              | Ma              | Me              | Gi              | Ve              | Sa              | Do              | Lu              | Ma              | Me              | Gi              | Ve              | Sa              | Do              | Lu              | Ma              |                 |                 |
| Luglio          | Me              | Gi              | Ve              | Sa              | Do              | Lu              | Ma              | Me              | Gi              | Ve              | Sa              | Do              | Lu              | Ma              | Me              | Gi              | Ve              | Sa              | Do              | Lu              | Ma              | Me              | Gi              | Ve              | Sa              | Do              | Lu              | Ma              | Me              | Gi              | Ve              |                 |
| Agosto          | Sa              | Do              | Lu              | Ma              | Me              | Gi              | Ve              | Sa              | Do              | Lu              | Ma              | Me              | Gi              | Ve              | Sa              | Do              | Lu              | Ma              | Me              | Gi              | Ve              | Sa              | Do              | Lu              | Ma              | Me              | Gi              | Ve              | Sa              | Do              | Lu              |                 |
| Settembre       | Ma              | Me              | Gi              | Ve              | Sa              | Do              | Lu              | Ma              | Me              | Gi              | Ve              | Sa              | Do              | Lu              | Ma              | Me              | Gi              | Ve              | Sa              | Do              | Lu              | Ma              | Me              | Gi              | Ve              | Sa              | Do              | Lu              | Ma              | Me              |                 |                 |
| Ottobre         | Gi              | Ve              | Sa              | Do              | Lu              | Ma              | Me              | Gi              | Ve              | Sa              | Do              | Lu              | Ma              | Me              | Gi              | Ve              | Sa              | Do              | Lu              | Ma              | Me              | Gi              | Ve              | Sa              | Do              | Lu              | Ma              | Me              | Gi              | Ve              | Sa              |                 |
| Novembre        | Do              | Lu              | Ma              | Me              | Gi              | Ve              | Sa              | Do              | Lu              | Ma              | Me              | Gi              | Ve              | Sa              | Do              | Lu              | Ma              | Me              | Gi              | Ve              | Sa              | Do              | Lu              | Ma              | Me              | Gi              | Ve              | Sa              | Do              | Lu              |                 |                 |
| Dicembre        | Ma              | Me              | Gi              | Ve              | Sa              | Do              | Lu              | Ma              | Me              | Gi              | Ve              | Sa              | Do              | Lu              | Ma              | Me              | Gi              | Ve              | Sa              | Do              | Lu              | Ma              | Me              | Gi              | Ve              | Sa              | Do              | Lu              | Ma              | Me              | Gi              |                 |